# شيراوند (جوب شهر) (مقاطعة تشرداول)
شيراوند (بالفارسية: شیراوند) هي قرية تقع في قسم هليلان الريفي (مقاطعة تشرداول) في إيران. يقدر عدد سكانها بـ 1,150 نسمة .